# Internacional Juvenil Comunista
La Internacional Juvenil Comunista era l'organització internacional de joventut paral·lela a la Internacional Comunista (Komintern), fou creada el 20 de novembre de 1919 i dissolta el 1943.

## Història

### Organització de joventut internacional socialista abans de la Primera Guerra Mundial
Després dels esforços fallits de crear una associació de les organitzacions de joventut socialista en 1889 i 1904, una conferència en Stuttgart, Alemanya va acordar al maig de 1907 formar la Unió Internacional d'Organitzacions de Joventuts Socialistes (Internationale Verbindung Sozialistischer Jugendorganisationen, IVSJO). La IVSJO va mantenir la seva caserna general a Viena i va funcionar com la secció de joventuts de la Segona Internacional.
En el moment de la seva fundació, el Secretari General de la IVSJO va ser Hendrik de Man. De Man va ser succeït per Robert Danneberg, qui va tenir el càrrec des de 1908 a 1915. El primer president de la IVSJO va ser l'antimilitarista radical alemany Karl Liebknecht. Liebknecht va servir com a inspiració i "estadista veterà" per a la joventut radical en tot Europa.
L'arribada de la Primera Guerra Mundial va portar amb si la fi del treball de la IVSJO. L'organització va ser fundada sobre la premissa que la seva tasca era principalment educacional, més que política, i que la participació dels joves socialistes de tots els països i totes les tendències polítiques era necessària per a la seva continuada capacitat de funcionament. L'arribada de la guerra europea i el suport de diversos partits socialistes nacionals europeus als seus governs en el conflicte van acabar amb la possibilitat de la cooperació internacional i la IVSJO va cessar d'existir efectivament.
No obstant això, el moviment radical de joventut basat en la nació neutral de Suïssa va intentar unir les diverses seccions nacionals del moviment socialista sobre una nova base. Sota el lideratge de Willi Münzenberg, es va convocar una conferència internacional de les diferents seccions nacionals. El 4 d'abril de 1915, nou delegats de diversos països neutrals es van reunir en Berna per intentar establir un centre per revitalitzar l'organització IVSJO. Mentre que no es va abordar la crida de Lenin per a la guerra civil revolucionària per acabar amb el bany de sang a Europa, la conferència va parlar del "socialisme revolucionari" i la recreació del moviment socialista de joventut independent dels partits socialistes nacionals xovinistes. Com apunta l'historiador Richard Cornell, "va marcar un punt de crítica en la història del moviment socialista de joventut".
La conferència de Berna va decidir començar a publicar Die Jugendinternationale (La Joventut Internacional) i es va crear una Oficina de Joventut Internacional. Es va establir la seva seu a Zúric, amb Willi Münzenberg escollit com a Secretari Internacional de la reconstituïda IVSJO.

### Formació de la Internacional Juvenil Comunista
Cap al 1918 totes les organitzacions socialistes de joventut d'Europa -amb l'excepció de l'alemanya, l'holandesa, i la francesa-, s'havien afiliat a la reconstituïda IVSJO. Encara que l'organització era antimilitarista, hi havia divisions quant a com acabar amb la guerra. La facció centrista pacifista buscava l'establiment d'un arbitratge vinculant i mesures per a l'activa limitació de l'armament, mentre que l'esquerra, inspirada per la revolució russa, proposaven una revolució internacional com l'única solució possible per evitar la guerra capitalista. Aquesta divisió era d'alguna manera paral·lela a la divisió que es donava en el moviment "adult" en la conferència de Zimmerwald entre la majoria pacifista i les faccions d'esquerra revolucionària.
La ruptura decisiva es va donar al març de 1919 amb l'establiment de la Internacional Comunista a Moscou. Es van començar a donar divisions en els partits socialistes de tot el món entre les tendències socialistes orientades a l'electorat i les tendències comunistes orientades a la revolució. Com afirma Richard Cornell, "els joves socialistes estaven estancats en debats de partit. La neutralitat no era ja possible."
El 20 de novembre de 1919, la IVSJO va celebrar la seva primera conferència després de la guerra. En condicions secretes en una cerveseria de Berlín es van reunir delegats que representaven a moltes de les organitzacions de la joventut socialista d'Europa, convocats per Willi Münzenberg. La conferència va decidir canviar el nom per "Internacional Juvenil Comunista", i fou conegut com el primer Congrés de la IJC. Hi havia dinou delegats, que representaven l'URSS, Alemanya, Itàlia, Suècia, Noruega, Dinamarca, Suïssa, Àustria, Polònia, Hongria, Romania i Espanya, així com una facció opositora de Txecoslovàquia.
El Primer Congrés va establir la seva seu a Berlín. Les decisions de l'organització s'elaborarien mitjançant un Comitè Executiu de la Internacional Juvenil Comunista de cinc membres (CEIJC), i es va adoptar un programa per a l'organització.

### La qüestió del control del partit
Potser la matèria més important que es va determinar en els primers anys de la Internacional Juvenil Comunista va tenir a veure amb la relació del moviment juvenil amb els partits comunistes emergents de diversos països. Aquest assumpte havia estat tenaçment debatut en la Conferència de Berlín de 1919, amb el delegat rus, L. Xatskin, defensant que els moviments de joventut havien d'estar sota el control i l'adreça immediata dels partits adults. Aquesta posició era oposada per altres delegats de la tradició socialista europea occidental, que veien un paper independent d'avantguarda per al moviment juvenil comunista. Es va aconseguir un compromís a Berlín, en el qual es va acordar que la IJC no seria considerada una germana de la Internacional Comunista, no part del Komintern. Les organitzacions de joventut nacionals eren obligades a seguir tant el programa polític d'"aquell partit o facció al seu país que sigui membre de la Tercera Internacional" o el programa del Komintern mateix.
La IJC va romandre dividida entre els partidaris d'una línia independent, concentrats a Alemanya i encapçalats per Willi Münzenberg, i aquells que desitjaven seguir una direcció propera a l'URSS a través de la direcció del moviment de joventut acatant al Komintern.
Sobre el pensament del grup de Berlín, l'historiador Richard Cornell va escriure:
Münzenberg en aquest moment va expressar el que clarament era el sentit subjacent de frustració dels activistes juvenils comunistes. Reconeixent que la necessitat de centralisme en el moviment comunista era concentrar "el major poder de vaga", també va suplicar que se sobrecentralitzara el moviment de tal forma que la "iniciativa revolucionària" dels veritables comunistes estigués lligada i sufocada. Havent lluitat tant temps per escapar del control de la burocràcia del Partit Socialdemòcrata d'Alemanya, Münzenberg i els altres joves comunistes alemanys no desitjaven substituir-la per la nova burocràcia comunista.
La divisió entre els independents i el grup moscovita culminà el 1921 en discutir sobre la convocatòria del 2n Congrés Mundial de la Internacional Juvenil Comunista. El contingent prosoviètic de la ICJ volia una trobada a Moscou a l'estiu de 1921, alhora que el ja programat 3r Congrés Mundial de la Internacional Comunista. El líder del Komintern Grigori Zinóviev havia escrit una carta al CEIJC recolzant aquesta programació al novembre de 1920. Finalment, i malgrat les objeccions del contingent soviètic, el Comitè Executiu de la ICJ va decidir independentment convocar el 2n Congrés Mundial pel 6 d'abril a Jena. Els soviètics es van negar a acudir a aquesta reunió, que va haver de celebrar-se en secret, ja que era il·legal a ulls de la policia. Quatre dies després de la convocatòria, el lloc de la trobada secreta va ser canviat a Berlín, per consideracions de seguretat. La sessió va ser finalitzada abruptament per instruccions del Comitè Executiu de la Internacional Comunista.
Es va celebrar l'anomenat "Segon Congrés Veritable" a Moscou entre el 9 i el 23 de juny, immediatament abans del Tercer Congrés Mundial del Komintern. L'historiador E. H. Carr apunta:

"Aquesta resistència i crítica és suggerida pel fet que Lenin va intervenir per reconciliar les opinions divergents, i que Trotski va aparèixer al Congrés per defensar al Komintern contra l'acusació de subordinar els interessos de la revolució mundial als de la Unió Soviètica. Les dificultats van ser superades, traslladant-se la seu de la ICJ a Moscou. Els següents congressos es van celebrar a Moscou simultàniament als del Komintern. Una vegada més, s'havia centralitzat en la disciplina del Komintern el grau d'independència que era necessari per crear els moviments de masses. Pot ser una coincidència que Münzenberg fos transferit del seu càrrec a un altre treball després del congrés."
Per la seva banda, el 3r Congrés del Komintern va dirigir la qüestió del moviment juvenil comunista. L'organització de la IJC va ser estandarditzada al llarg de l'estructura del Komintern i les seccions de la IJC van ser obligades a adoptar el nom "Lliga Juvenil Comunista" seguit de la seva denominació nacional.
Després del 2n Congrés Mundial de la IJC, Münzenberg va ser succeït per Voja Vujović com a cap de l'organització.

### Dissolució de la ICJ
En 1943 la IJC va ser dissolta alhora que el Komintern.

### Organització successora
- Federació Mundial de la Joventut Democràtica

### Seccions nacionals de la Internacional Comunista de la Joventut
- Canadà - Lliga Comunista de la Joventut del Canadà
- República Popular de la Xina - Lliga Comunista de la Joventut de la Xina
- Cuba - Liga Juvenil Comunista
- Estònia - Lliga Comunista de la Joventut d'Estònia
- Finlàndia - Lliga Comunista de la Joventut de Finlàndia
- Alemanya - Lliga Comunista de la Joventut d'Alemanya
- Noruega - Lliga Comunista de la Joventut de Noruega
- Romania - Unió de la Joventut Comunista
- Unió soviètica - Unió Comunista de Joventut (Komsomol)
- Suècia - Lliga Comunista de la Joventut de Suècia
- Regne Unit - Lliga Comunista de la Joventut de Gran Bretanya
- Estats Units - Lliga Comunista de la Joventut dels Estats Units
- Ucraïna Occidental - Lliga Comunista de la Joventut d'Ucraïna Occidental
- Iugoslàvia - Lliga Comunista de la Joventut de Iugoslàvia